# Presa de Ríbinsk

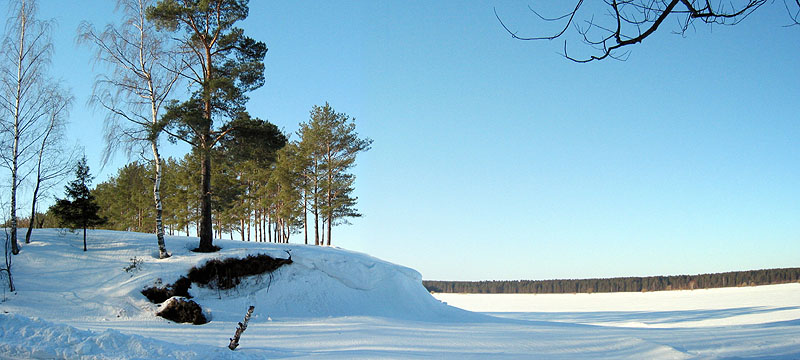
L'embassament a l'hivern

La presa de Ríbinsk és una presa d'aigua per a la producció d'energia que forma l'embassament de Ríbinsk, informalment conegut també com a Mar de Ríbinsk, alimentat pel riu Volga i els seus afluents Xeksnà i Mologa. Es troba als territoris de les províncies de Tver, Vólogd i Iaroslavl.
Ocupa una superfície de 4580 km² amb una fondària mitjana de 5,6 m i cubica 25,4 km3. La seva altitud és de 102,4 m.
Quan es va construir l'any 1932 era la més gran del món. Es va omplir des de 1941 fins al 1947. Amb la seva creació va caldre reassentar 150.000 persones.

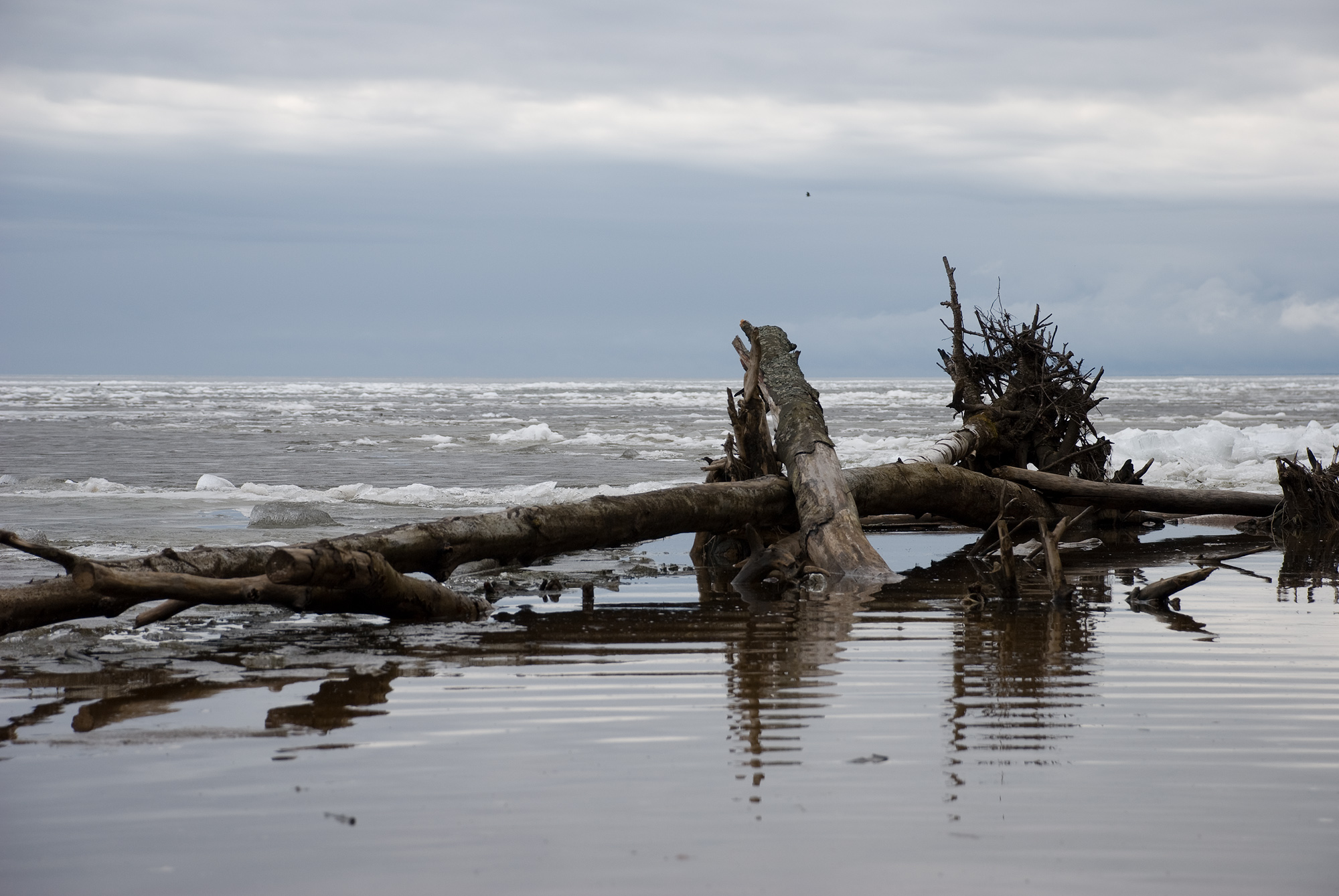
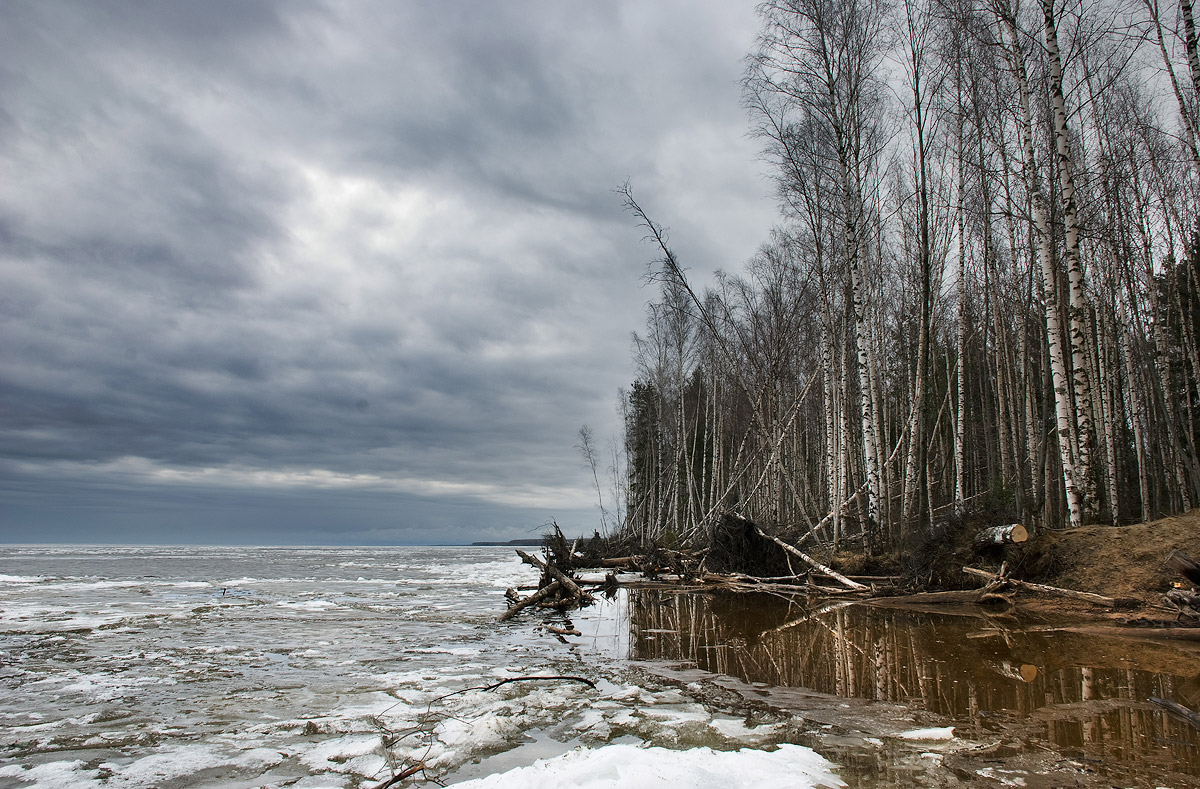